# David García Zubiria

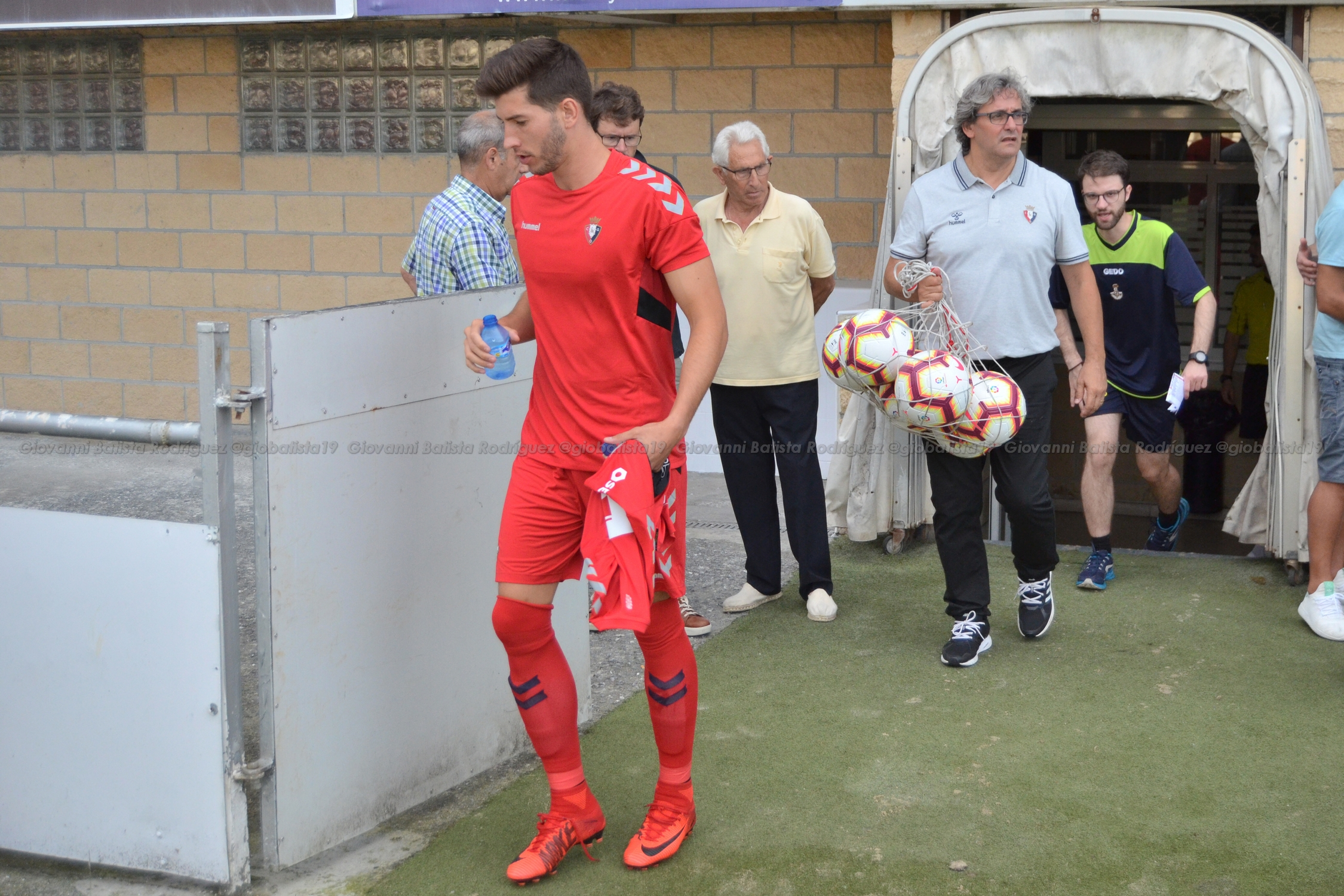
David García Zubiria

David García Zubiria (Pamplona, 14 de fevereiro de 1994) é um futebolista profissional espanhol que atua como zagueiro.

## Carreira no clube
Nascido em Pamplona, Navarra, García ingressou nas categorias de base do Osasuna em 2003, aos nove anos de idade. Ele fez sua estreia como sênior na temporada 2011–12 com as reservas na Segunda División B, mas apareceu com mais regularidade pelo time juvenil.
García foi convocado para o elenco principal na pré-temporada de 2014 pelo técnico Jan Urban, e marcou o último gol na vitória por 4 a 0 contra o Brentford. Ele fez sua primeira partida como profissional em 30 de agosto, começando no empate por 1 a 1 fora de casa com o Real Zaragoza pela Segunda División.
Em 26 de janeiro de 2015, García concordou com uma prorrogação com o clube, que o manteria até 2019. Ele marcou seu primeiro gol na segunda divisão em 31 de maio, fechando a vitória em casa por 2 a 0 sobre o Recreativo de Huelva. Em 7 de junho, na última rodada da temporada, e com a equipe precisando de um ponto para evitar um segundo rebaixamento consecutivo, ele marcou aos 78 minutos no empate em 2 a 2 contra o CE Sabadell FC.
García fez sua estreia na La Liga em 19 de agosto de 2016, começando em um empate por 1 a 1 fora de casa contra o Málaga CF. Ele marcou seu primeiro gol na competição em 10 de setembro, mas em uma derrota por 5 a 2 contra o Real Madrid.
Em 17 de janeiro de 2018, García foi emprestado para a Cultural y Deportiva Leonesa da segunda divisão até junho. Após retornar ao El Sadar Stadium, ele rapidamente se tornou titular indiscutível para o novo treinador Jagoba Arrasate, assinando um novo contrato de cinco anos em maio de 2021 e sendo incluído na equipe da temporada na temporada 2021–22.

## Carreira internacional
García recebeu sua primeira convocação para a seleção nacional da Espanha em 17 de março de 2023, para os jogos classificatórios da Euro 2024 contra Noruega e Escócia. Ele conquistou sua primeira convocação 11 dias depois, aos 29 anos, jogando a partida inteira na derrota por 2 a 0 em Glasgow.